# La línea del cielo
La línea del cielo es una película cómica española de 1983 dirigida por Fernando Colomo y que está protagonizada por Antonio Resines y Beatriz Pérez-Porro en sus papeles principales. 
El film ganó el Oso de oro en el Festival de Berlín.

## Argumento
Un fotógrafo español viaja a Nueva York para intentar vender su obra. A pesar de su pobre inglés y su timidez, conoció a dos editores que podrían estar interesados en publicar sus imágenes. Sin embargo, sus sueños de fama se desvanecen cuando se da cuenta de que sus fotografías son consideradas anticuadas por los editores estadounidenses.

## Reparto
- Antonio Resines: Gustavo
- Beatriz Pérez Porro: Pat
- Roy Hoffman: Roy
- Jaime Nos: Jaime
- Whit Stillman: Thornton
- Chitina Marin-Buck